# أرماند بلانتشونيت
أرماند بلانتشونيت (بالفرنسية: Armand Blanchonnet)‏ كان دراج فرنسي. سبق أن شارك في دورة الألعاب الأولمبية الصيفية وفاز بميدالية أولمبية.

## الميداليات
| الميدالية | المسابقة                       |
| --------- | ------------------------------ |
| ذهبية     | الألعاب الأولمبية الصيفية 1924 |